# Propædia

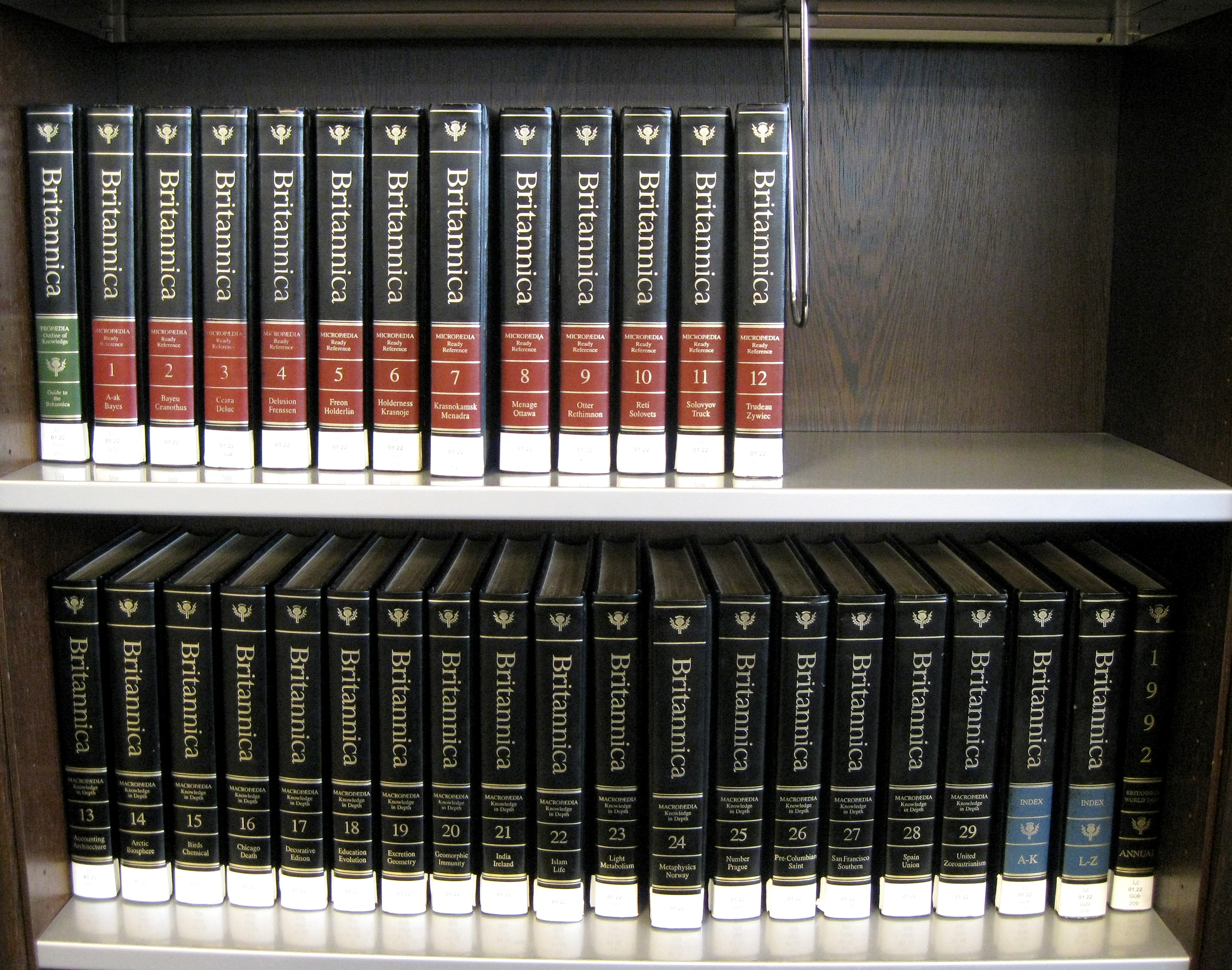
15.ª Edicición de la Britannica. El volumen inicial con la cubierta verde es la Propædia, seguida de la Micropædia (roja) y la Macropædia (negra). Los últimos dos volúmenes (cian) son índices

La Propædia es la primera de las tres partes o secciones de las que se compone la 15.ª edición de la Encyclopædia Britannica, siendo las otras dos secciones la Micropædia, que se compone de 12 volúmenes y la Macropædia con 17.  La Propædia está concebida como una organización esquemática y seccionada de los contenidos de Britannica, sirviendo de complemento a la organización alfabética que ya existe en las otras dos secciones.  Introducida en 1974 para formar parte de la 15.ª edición, la Propædia y la Micropædia tenían la intención de servir de sustituto al antiguo índice de la 14.ª edición, sin embargo, tras las críticas generadas, la Britannica restauró el índice en 1985. El núcleo de la Propædia es su Outline of Knowledge o Esquema del Conocimiento, que busca proporcionar al lector un marco lógico para todo el conocimiento humano; a pesar de ello también cuenta con varios apéndices con los nombres de los editores, asesores y colaboradores de la enciclopedia.

## Esquema del Conocimiento

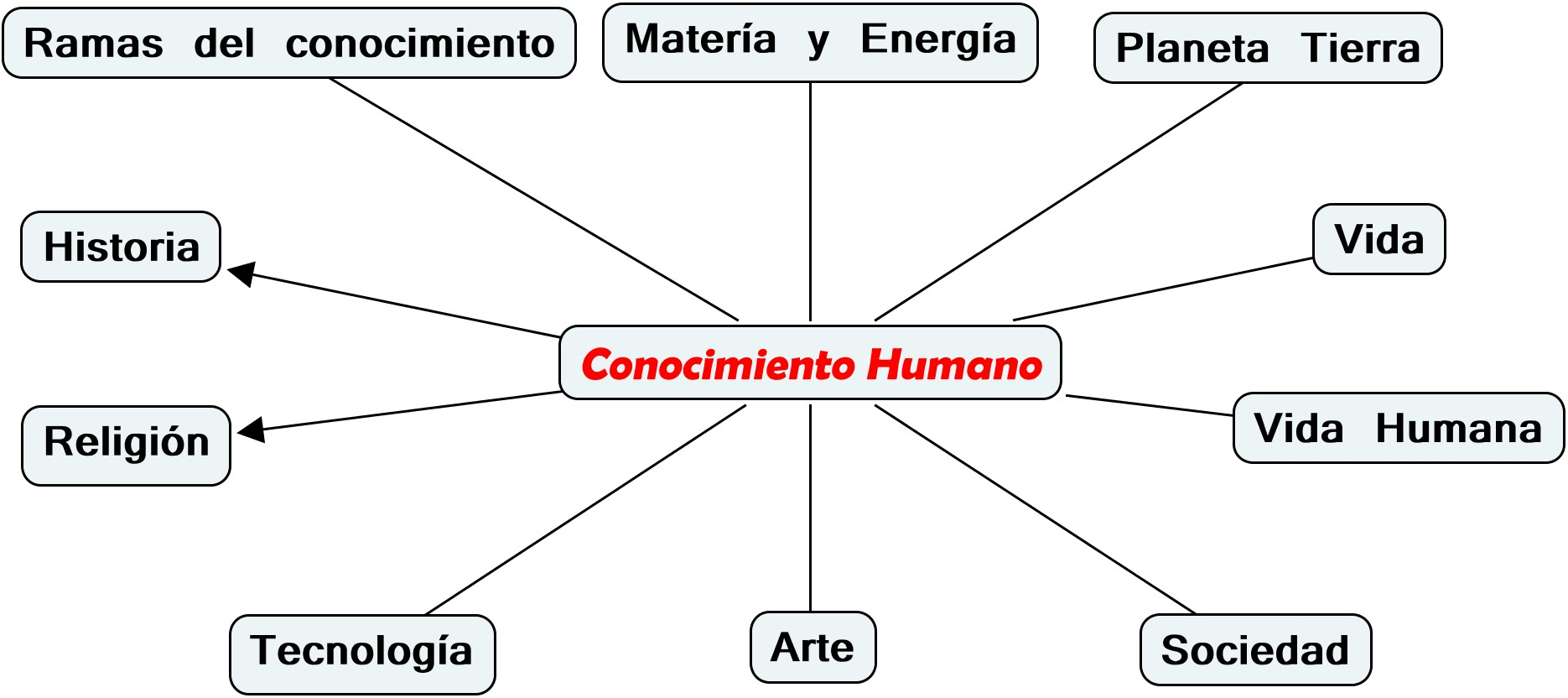
Primera división del conocimiento en la Propædia

Análoga a la Britannica en sí, el esquema tiene tres tipos de objetivos: epistemológico, educativo y organizativo.  En el ámbito epistemológico se busca proporcionar un enfoque sistemático y profunda y estrictamente jerarquizado y categorizado de todo el conocimiento humano, imitando la Scala naturae y la Instauratio magna de Francis Bacon. En el campo educativo se pretende establecer un plan de estudios en cada disciplina a modo de «hoja de ruta» para que un estudiante sea capaz de poder estudiar un campo en su totalidad. Por último la Propædia también está diseñada para servir de tabla de contenidos de Micropædia y Macropædia. Según su diseñador, Mortimer J. Adler, todas las entradas y artículos de la enciclopedia se escribieron basándose en la clasificación del Esquema del Conocimiento de Propædia.
Un total de 86 hombres y una mujer participaron en el desarrollo del Esquema del Conocimiento, contándose estudiosos, colaboradores y consultores. El esquema se divide en diez partes principales, mientras que cada una de estas partes se divide en 2 a 7 divisiones y cada división se divide nuevamente en 2 a 11 secciones. Estas secciones forman las categorías básicas del conocimiento de una manera esquematizada, asignándose a cada uno un código numérico especial que viene dado a partir de su lugar en la jerarquía. Por ejemplo, la sección «Tecnología Militar» tiene el código 736 debido a que es la sexta sección (6) de la tercera división (3) de la séptima parte, Tecnología (7). Otras secciones o divisiones utilizan más de un dígito, como la sección «Historia y Filosofía de la Lógica» marcada con el código 10/11, lo que indica que se trata de la primera sección de la 1.ª división (lógica) de la 10.ª parte (ramas del conocimiento).